# 藤田梧郎
藤田 梧郎（ふじた ごろう、明治35年（1902年）10月30日- 平成6年（1994年）1月24日）は、囲碁の棋士。日本棋院所属、八段。吉田操子七段門下、愛知県出身。学生囲碁界の発展、女性への囲碁普及に力を尽くした。関西学生囲碁連盟、全日本学生囲碁連盟を設立。

## 経歴
豊橋市生まれ。京都大学在学中の1941年に吉田操子五段の吉田塾に入門。1943年に専門棋士となる。1944年吉田没後に吉田塾を継承。
1952年に関西学生囲碁連盟を設立し、会長に就任、東西対抗戦などを実施。1956年に全日本学生囲碁連盟を設立し、副会長に就任、以来40年間に渡って運営に携わった。1965年、日韓親善囲碁使節団の団長を務める。1984年に吉田塾を藤田塾に改名。
1960年六段。1990年七段。
1977年大倉賞受賞。1981年、勲五等双光旭日章受章。日本棋院理事、日本棋院関西総本部棋士会長、同副本部長、同相談役。日本棋院京都本部長を務める。1989年の日本棋院と関西棋院による日本囲碁規約改定において、規約改定委員会委員。
1994年1月24日、京都市京都逓信病院（現在の京都新町病院）で死去。追贈八段。
門下に、林海峰、坂口隆三、天宅信雄、辻井良太郎、桜本三郎ら。林は、台湾からの来日後の半年間、藤田門下で大学囲碁部選手らと対局して腕を磨き、一時東京本院に移った後に、再度、京都の藤田門にもどって関西総本部院生となり入段した。